# اچ‌ام‌وای فیری
اچ‌ام‌وای فیری (به انگلیسی: HMY Fairy) یک کشتی بود که طول آن ۱۴۶ فوت (۴۵ متر) بود. این کشتی در سال ۱۸۴۵ ساخته شد.